# EscaPADE
Escape и Plasma Acceleration and Dynamics Explorers или Исследование ускорения и динамики плазмы (EscaPADE) — планируемая космическая миссия на Марс, состоящая из двух космических аппаратов, известных как Blue и Gold. Миссия, запуск которой ожидается весной 2025 года, является частью программы НАСА «SIMPLEx».

## Научные цели
Перед Аппаратами будет стоять задача изучения структуры и динамики магнитосферы Марса. Эти исследования помогут ученым понять процессы, управляющие структурой магнитосферы, её взаимодействием с солнечным ветером и механизмы, отвечающие за убыль марсианской атмосферы.

Оба зонда будут изучать магнитосферу планеты, а именно её напряженность и топологию. Так же изучение свойства плазмы, потоков ионов и электронов находясь на эллиптических орбитах.

Аппараты оснащены:
- Магнитометром для изучения напряжености и топографии магнитосферы.
- Анализатором заряженных частиц — для изучения потоков ионов.
- Зондом Ленгмюра — для диагностики плазмы.

## Программа НАСА
Американско-новозеландская частная космическая компания Rocket Lab получила от НАСА контракт на разработку двух научных аппаратов в рамках проекта EscaPADE. Ожидается, что они будут запущены в космос в 2025 году и в течение года будут исследовать магнитосферу Марса.
15 июня 2021 года Rocket Lab заключила контракт с Лабораторией космических наук Калифорнийского университета на проектирование двух космических аппаратов типа Photon(названные Blue и Gold).Проект получил название EscaPADE (Escape and Plasma Acceleration and Dynamics Explorers) и разрабатывается в рамках программы NASA SIMPLEx (Small Innovative Missions for Planetary Exploration), цель которой — перспективные исследования в области планетологии и предоставления научному сообществу возможностей для получения опыта в работе с космическими аппаратами.

## Планируемый ход работы
Весной 2025 года запустят ракету New Glenn, которая будет нести зонды миссии. Два аппарата будут лететь до Марса около 11 месяцев, после этого запланирован период научной работы 11 месяцев. Весь это время аппараты будут выполнять научные исследования воздействия солнечного ветра на магнитосферу Марса.

## Итог
Если аппараты Blue и Gold выполнят свою задачу, то они оправдают программу Small Innovative Missions for Planetary Exploration. Это может стать серьёзным успехом для Rocket Lab, ведь в межпланетных миссиях НАСА в основном полагается на свои силы, либо же на силы крупных компаний как SpaceX или Blue Origin. ESCAPADE может открыть новую дорогу контрактов для Rocket Lab, возможно и для других фирм.

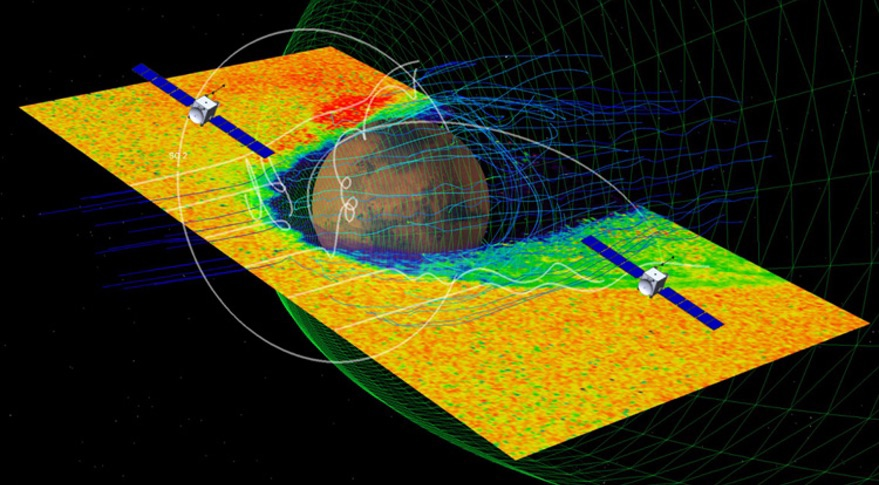
Траектории аппаратов миссии

«Межпланетные миссии традиционно обходились в сотни миллионов долларов, а на их выполнение уходило до десяти лет. Наш космический аппарат Escapade продемонстрирует более экономичный подход к исследованию планет и повысит доступность нашей солнечной системы для научного сообщества».